# Victor Franz Hess
Victor Franz Hess (ur. 24 czerwca 1883, zm. 17 grudnia 1964) – austriacki fizyk, laureat Nagrody Nobla w dziedzinie fizyki w roku 1936.

## Życiorys
Był profesorem uniwersytetów w Wiedniu, Grazu i Innsbrucku; w roku 1938 wyjechał na stałe do USA (otrzymał w roku 1944 obywatelstwo amerykańskie), wykładał na Uniwersytecie Fordham w Nowym Jorku.
Prowadził badania właściwości elektrycznych atmosfery (z wykorzystaniem balonu); odkrył, że przewodnictwo elektryczne powietrza wzrasta gwałtownie wraz z wysokością.
Nagrodę Nobla otrzymał w roku 1936 za dokonane w roku 1912 odkrycie promieniowania kosmicznego. W tymże roku nagrodzony został również Carl David Anderson, za odkrycie pozytonu).

## Publikacje
Opublikował m.in. książki (wybór według Notable Names Database):
- 1926 – The Electrical Conductivity of the Atmosphere and Its Causes (autorstwo),
- 1928 – Atmospheric Electricity (współautorstwo),
- 1933 – The Ionization Balance of the Atmosphere (autorstwo),
- 1940 – Cosmic Radiation and its Biological Effects (współautorstwo).

## Nagrody
Poza Nagrodą Nobla otrzymał m.in.:
- Lieben Prize od Austriackiej Akademii Nauk (1919),
- Abbe Medal od Carl Zeiss Institute (1932).

Był m.in. członkiem:
- Amerykańskiej Unii Geofizycznej,
- Amerykańskiego Towarzystwa Meteorologicznego,
- Amerykańskiego Towarzystwa Fizycznego,
- Austriackiej Akademii Nauk,
- Instytutu Fizyki w Londynie,
- Papieskiej Akademii Nauk.